# 姜徳相
姜 徳相（カン・ドクサン、강덕상、1932年2月15日 - 2021年6月12日）は、日本統治時代の朝鮮出身の歴史学者。朝鮮近現代史の第一人者の一人として知られる。専門は朝鮮独立運動。関東大震災時の朝鮮人虐殺の研究では先駆的な役割を果たした。一橋大学教授、滋賀県立大学名誉教授。国籍は韓国。

## 来歴
日本統治下の慶尚南道咸陽郡に生まれる。1934年12月、2歳のときに母に連れられて父のいる日本に渡った。親は廃品回収業を営み、東京都渋谷区の広尾で育った。1950年3月、東京都立青山高等学校卒業。同年4月、早稲田大学第一文学部史学科に入学。大学では中国史を勉強するサークルに所属した。1955年3月、早稲田大学卒業。サークルを通じて知り合った山辺健太郎から「朝鮮人なのだから、朝鮮史をやったら」と言われ、「それはそうだ」と感じ、大学院時代から朝鮮史を学び始めた。
1960年3月、早稲田大学大学院商学研究科修士課程修了。
1960年ごろ、国立国会図書館の司書から「連合国軍最高司令官総司令部（GHQ）に押収されて戻ってきた返還文書がある」と聞かされる。関東大震災時の海軍の動きを記録した「公文備考」を見つけ、当時まだ研究の進んでいなかった震災時の朝鮮人虐殺の調査、資料集めを始める。
1963年、明治大学大学院文学研究科史学専攻東洋史専修博士課程単位取得満期退学。朝鮮史研究会幹事となる。同年10月、琴秉洞と共編著『現代史資料6 関東大震災と朝鮮人』を著した。外国人であるため勤務先の大学では選任になれず、10を超える大学で非常勤講師を務めた。そのあいだ渋谷区で中華料理店を経営し、研究費をひねり出した。
1989年4月、在日韓国人・朝鮮人初の国立大教授として一橋大学教授に就任した。
2013年頃、神奈川県が内務省に朝鮮人虐殺の状況を報告したとみられる文書を古書店で発見。亡くなるまで、文書内容を裏付ける実地調査などを続けた。
2021年6月12日、悪性リンパ腫により東京で死去。89歳没。

## 職歴
- 1968年4月 - 東京大学東洋文化研究所研究委嘱[6]
- 1973年4月 - 明治大学文学部兼任講師[6]
- 1977年
  - 4月 - 信州大学人文学部外国人講師[6]
  - 10月 - 東京大学東洋文化研究所講師[6]
- 1979年4月 - 学習院大学東洋文化研究所客員研究員[6]
- 1981年4月 - 法政大学大学院社会学科研究科兼任講師[6]
- 1984年4月 - 一橋大学社会学部講師[6]
- 1985年4月 - 横浜国立大学経済学部講師[6]
- 1986年4月 - 一橋大学大学院社会学研究科講師[6]
- 1987年4月 - 一橋大学経済学部講師[6]
- 1988年4月 - 一橋大学社会学部講師[6]
- 1989年4月 - 一橋大学社会学部教授[6]
- 1995年
  - 3月 - 定年退職[6]
  - 4月 - 滋賀県立大学人間文化学部教授[6]
- 2005年11月 - 在日韓人歴史資料館初代館長[9]

## 主張
- 朝鮮史に対する尊敬の認識を持つために、日本人は第二次世界大戦で日本は米国に負けたのではなく、朝鮮の独立運動に負けたのだという認識を持つべきだと主張しており[10]「国はなくなっても〝朝鮮民族まだ死せず〟を全世界にアピールしたのが>、三・一運動だった。官憲に弾圧されても中国、ロシアに逃れ、反日統一戦線を形作った。日本が第2次大戦に負けたのは原爆もあるが、すでにアジアの民族解放運動との力比べでつまずいていた。」と述べている。
- 日韓併合は「独立運動を虐殺で押さえ込むなど、併合ではなく軍事的な占領だった」だと主張し[11]、日韓併合以降の朝鮮史を「1910年代は土地調査事業による土地よこせ、20年代は産米増殖計画による米よこせ、30年代は皇民化政策による人よこせ、40年代は徴用、徴兵による命よこせ、の4つに区分できる」としている[12]。
- 「明治時代はジェノサイドの歴史だった。」と主張し、司馬遼太郎の歴史観を『坂の下はどしゃぶりだった』と非難している[13]。
- 戦前の在日朝鮮人が急激に増加した理由については「農耕民族であった朝鮮民族は、土地政策により土地を奪われ、労働力を売って生活をする最底辺の労働者となり、海を渡って、農民からプロレタリアートへ転化させられた」と主張している[12]。
- 関東大震災における朝鮮人虐殺は「日本の民衆が流言飛語に乗せられて朝鮮人を虐殺したというのは誤りで、軍隊と警察が率先して朝鮮人虐殺を実行し、朝鮮人暴動のデマを流して民衆を興奮させ、虐殺を煽動した。」と主張し、「国家権力を主犯に民衆を従犯にした民族的大犯罪、大虐殺となったのである」と結論づけている[14]。
- 北朝鮮による日本人拉致問題については「『北』がミスを犯したことがきっかけになって、麻生、江藤、石原といった人たちに代表される様々な歴史的な妄言を繰り返す。これが10年前だったら麻生にしろ石原にしろ首が飛んでいただろう。」と憤慨している[15]。

## 著書など

### 単著
- 『関東大震災』中央公論新社〈中公新書〉、1975年11月25日。
  - 『関東大震災・虐殺の記憶』青丘文化社〈青丘文化叢書〉、2003年9月1日。ISBN 978-4879240880。
  - 『関東大震災 新装版』新幹社、2020年9月9日。ISBN 978-4884001377。
- 『朝鮮独立運動の群像―啓蒙運動から三・一運動へ』青木書店、1984年
- 『朝鮮人学徒動員―もう一つのわだつみのこえ』岩波書店、1997年
- 『呂運亨評伝1　朝鮮三・一独立運動』新幹社、2002年
- 『呂運亨評伝2　上海臨時政府』新幹社、2005年
- 姜徳相聞き書き刊行委員会 編『時務の研究者 姜徳相 – 在日として日本の植民地史を考える』三一書房、2021年4月。

### 共著・編著
- 姜徳相、琴秉洞 編『現代史資料6 関東大震災と朝鮮人』みすず書房、1963年10月25日。
- 『現代史資料25～30　朝鮮』1～6、みすず書房、1966～1976年
- 李成市、鄭早苗、姜徳相、姜在彦、朴一他「心ある日本の方々に　中学校『歴史教科書』の採択に際し、今知ってほしいこと‐共に考えましょう、子どもたちの未来のために」在日本大韓民国民団文教局、2005年。
- 姜徳相、山本すみ子 編『神奈川県 関東大震災 朝鮮人虐殺関係資料』三一書房、2023年9月。ISBN 978-4380230042。

### その他
- 林鍾国著『ソウル城下に漢江は流れる 朝鮮風俗史夜話』朴海錫, 姜徳相 訳 平凡社 1987年1月 ISBN 9784582474183
- 姜徳相「【特集】関東大震災90年――朝鮮人虐殺をめぐる研究・運動の歴史と現在（1） 一国史を超えて―関東大震災における朝鮮人虐殺研究の50年」『大原社会問題研究所雑誌』第668号、法政大学大原社会問題研究所、2014年6月25日。